# Oberanven
Oberanven (luxembourgeois: Ueweraanwen) est une section de la commune luxembourgeoise de Niederanven située dans le canton de Luxembourg.